# Liste der Baudenkmale in Zehna
In der Liste der Baudenkmale in Zehna sind alle denkmalgeschützten Bauten der Gemeinde Zehna (Mecklenburg-Vorpommern) und ihrer Ortsteile aufgelistet (Stand 10. Februar 2021).

## Baudenkmale nach Ortsteilen

### Zehna
| ID | Lage                      | Bezeichnung | Beschreibung | Bild |
| -- | ------------------------- | --- | --- | --- |
|    | Dorfstraße 26/27 (Karte)  | Gutsanlage mit Gutshausflügel, Wirtschafts- und Wasserturmgebäude, und Park                                              | Gutsanlage der Familien von Passow, von Sala, von Hardenberg, von Lepel, von Heimrod, von Haynau, von Hessenstein, Kortüm, Schrader und Georgi; eingeschossiger Putzbau über hohem Souterrain mit Mansarddach; Parkgestaltung von 1930 durch den Gartenarchitekten Erwin Barth                                                                                        | Gutsanlage mit Gutshausflügel, Wirtschafts- und Wasserturmgebäude, und Park                                              |
|    | (Karte)                   | Friedhof mit Tor, Mauer, den Grabmälern: Max Kortüm, Karl Kortüm, Schröder, J. Fr. Bull, W. F. Brandt, Zwei Metallkreuze | | Friedhof mit Tor, Mauer, den Grabmälern: Max Kortüm, Karl Kortüm, Schröder, J. Fr. Bull, W. F. Brandt, Zwei Metallkreuze |
|    | (Karte)                   | Kirche (Neuhofer Straße)                                                                                                 | Rechteckige Dorfkirche Ende 13. Jh. als Feldsteinkirche mit einjochigem, spätgotischem kreuzrippengewölbtem Kirchenschiff, quadratischem Chor mit achtrippigem Gewölbe, südl. Backsteinanbau, nördl. kreuzrippengewölbte Sakristei und Westturm aus Feldstein mit verputztem Oberteil und Pyramidendach; Granitfünte vor 1160, Schnitzaltar 1535/40, Kanzel von 1575. | Kirche (Neuhofer Straße)                                                                                                 |
|    | Neuhofer Straße 7 (Karte) | Wohnhaus und Scheune | | |

### Braunsberg
| ID | Lage    | Bezeichnung                                             | Beschreibung | Bild |
| -- | ------- | ------------------------------------------------------- | --- | ---- |
|    |         | Allee                                                   | |      |
|    | (Karte) | Gutsanlage, bestehend aus Park mit Teich und Taubenhaus | Eingeschossiges Gutshaus mit Mansarddach vom Anfang des 19. Jahrhunderts; Besitzer u. a. Familien von Lepel (1803), Handt und Bosselmann, nach 1945 Wohnhaus, nach 1991 Umbau zur Pension. |      |

### Klein Breesen
| ID | Lage | Bezeichnung                        | Beschreibung | Bild |
| -- | ---- | ---------------------------------- | ------------ | ---- |
|    |      | Park, Stall und Wirtschaftsgebäude |              |      |

## Quelle
Denkmalliste des Landkreises Rostock A ‐ Z (Stand: 10. Februar 2021; PDF, 497 KB). 